# 结则茶卡
结则茶卡（藏語：སྐྱེས་རྩེ་ཚྭ་ཁ，威利转写：skyes rtse tshwa kha，THL：Kyetsé Tsakha）位于中国西藏自治区西部阿里地区日土县境内，地处日土县中部，湖面海拔4524米，面积107.6平方公里。湖泊呈椭圆形。湖区气候寒冷干燥，年均气温-4～-2℃左右，年均降水量75毫米左右。湖水主要靠泉集河径流补给。